# Anita Augspurg
Anita Theodora Johanna Sophie Augspurg, född 22 september 1857 i Verden (Aller), död 20 december 1943 i Zürich, var en tysk jurist, pacifist och feminist.  
Augspurg, som blev juris doktor i Zürich 1897, var en ledarna inom den borgerliga kvinnorörelsens vänsterflygel. Hon var främst aktiv inom rösträttsrörelsen, grundade flera rösträttsorganisationer och utgav Zeitschrift für Frauenstimmrecht. Under första världskriget var hon en av få kvinnor som representerade pacifismen. Hon utgav tillsammans med Lida Gustava Heymann tidskriften Die Frau im Staat 1919–1933. De hade träffats på en kvinnokongress 1896 och drev tillsammans ett jordbruk i Bayern. Efter det nazistiska maktövertagandet 1933 flyttade de till Schweiz.